# Губергриц, Наталья Борисовна
Наталья Борисовна Губергриц (укр. Наталія Борисівна Губергріц; род. 12 сентября 1959, Киев, Украина) — советский и украинский гастроэнтеролог, педагог, доктор медицинских наук, профессор, лауреат Государственной премии Украины в области науки и техники.

## Биография
Родилась 12 сентября 1959 года в Киеве. В 1982 году с отличием окончила Донецкий национальный медицинский университет.
С 1982 по 1989 год работала врачом-терапевтом в Донецкой областной клинической больнице имени М. И. Калинина.
В 1987 году защитила кандидатскую диссертацию в Киевском государственном медицинском институте имени А. А. Богомольца (ныне Национальный медицинский университет имени А. А. Богомольца).
В 1989 году работала ассистентом кафедры внутренних болезней № 1 Донецкого государственного медицинского университета имени М. Горького.
В 1994 году защитила докторскую диссертацию в Киевском государственном институте усовершенствования врачей (ныне Национальная медицинская академия последипломного образования имени П. Л. Шупика) там же работала в должности доцента кафедры внутренних болезней.
С 1998 по 2004 год профессор кафедры внутренних болезней, в 2000 году ей было присвоено почетное звание профессора.
С декабря 2004 года заведующая кафедрой внутренних заболеваний Донецкого государственного медицинского медицинского университета имени М. Горького.

## Научная деятельность
Автор более 2000 научных работ, 30 монографий, 42 изобретений, 46 рационализаторских предложений.

## Педагогическая деятельность
Пол руководством профессора Н. Б. Губергриц было сдано 27 кандидатских диссертаций и 4 докторских диссертаций.

## Научно-общественная деятельность
- Организатор и Президент Украинского клуба панкреатологов с 2007 года[6].
- Член Совета Международной Ассоциации панкреатологов с 2009 года.
- Член Европейского клуба панкреатологов, Российской гастроэнтерологической ассоциации, член Президиума Украинского общества терапевтов.
- Член Правления Украинской гастроэнтерологической ассоциации.
- Член Европейской группы экспертов по диагностике и лечению хронического панкреатита.
- Главный исследователь базы Фармакологического центра Украины, в котором проходят международные многоцентровые испытания новых лекарственных средств.
- Много раз принимала участие, в частности с устными докладами, на научных конференциях и съездах, проводимых в Украине, странах СНГ, Европы, США, Японии, Южной Корее и Южной Африке.
- Член многих редакционных советов украинских и российских научных журналов.
- В 2012 году избрана президентом Европейского клуба панкреатологов (ЕКП) до 2016 года, возглавила Первый европейский украинский медицинский конгресс, организованный ЕКП[7].

## Награды
- Государственная премия Украины в области науки и техники,
- Премия Европейского клуба панкреатологов (2003),
- Премия Российского общества по изучению печени,
- Научная премия имени академика В. М. Казакова (2013).

## Семья
Н. Б. Губергриц принадлежит к семье врачей, внучка терапевта и учёного-медика, профессора Александра Яковлевича Губергрица и профессора Беллы Давидовны Боревской.
Дочь Н. Б. Губергриц также является врачом.